# Templo de Baco
El templo de Baco era uno de los templos más importantes dedicados al dios del vino Baco, el equivalente romano del dios griego Dioniso. Estaba situado en la antigua ciudad romana de Heliópolis, actualmente Baalbek, a 86 kilómetros al este de Beirut, en Líbano. El templo es uno de los mayores y mejor conservados del mundo, superando incluso al Partenón de Atenas, y su decoración se utilizó como modelo en la arquitectura neoclásica.
El templo es célebre por sus enormes dimensiones, la profusa decoración en piedra y su puerta monumental de acceso con figuras que representan a Baco. La escultura decorativa muestra entre otros temas diversas imágenes de leones y toros, motivos simbólicamente asociados a las dos deidades.
En 1984, todo el complejo de Baalbek fue declarado Patrimonio de la Humanidad, incluido el templo de Baco.

## Historia
Los orígenes de Baalbek se remontan a un santuario fenicio dedicado a Baal, el dios de la tormenta que era venerado en este lugar. Posteriormente, asirios, persas, griegos y romanos construyeron sus templos en este complejo sagrado. A partir de la época de los seléucidas se la llamó Heliópolis o Ciudad del Sol, siendo colonia romana desde Augusto.
El templo fue mandado construir por el emperador romano Antonino Pío entre los siglos II y III. Se desconoce la identidad del arquitecto que lo diseñó, aunque se considera que se construyó entre los años 150 y 250. Está ubicado al sur del patio de acceso al complejo de Baalbek, frente al gran templo de Júpiter-Baal. La zona de los templos fue dedicada en honor de la Tríada heliopolitana: Júpiter, Mercurio y Venus.
Algunas monedas romanas de la época representaban la imagen de este santuario junto al templo de Júpiter.
La zona sufrió diversos terremotos, siendo los más devastadores los de los años 1158, 1203 y 1667, y en especial el de 1759, que dejó la ciudad en ruinas. A medida que el área se deterioraba por el paso del tiempo, el templo de Baco quedaba protegido por los restos de los otros edificios, circunstancia que contribuyó a su buen estado de conservación. En ello también influyó el hecho de formar parte de la fortificación medieval de Baalbek. De hecho, todavía se conserva una torre cuadrada en el sudeste del edificio, que ocupa una parte de las escaleras de acceso, así como unos barracones en la zona sudoeste. Esta torre era la residencia del gobernador local durante la época de los mamelucos, en el siglo XV. Las primeras excavaciones en la zona se iniciaron hacia 1900.

## Arquitectura

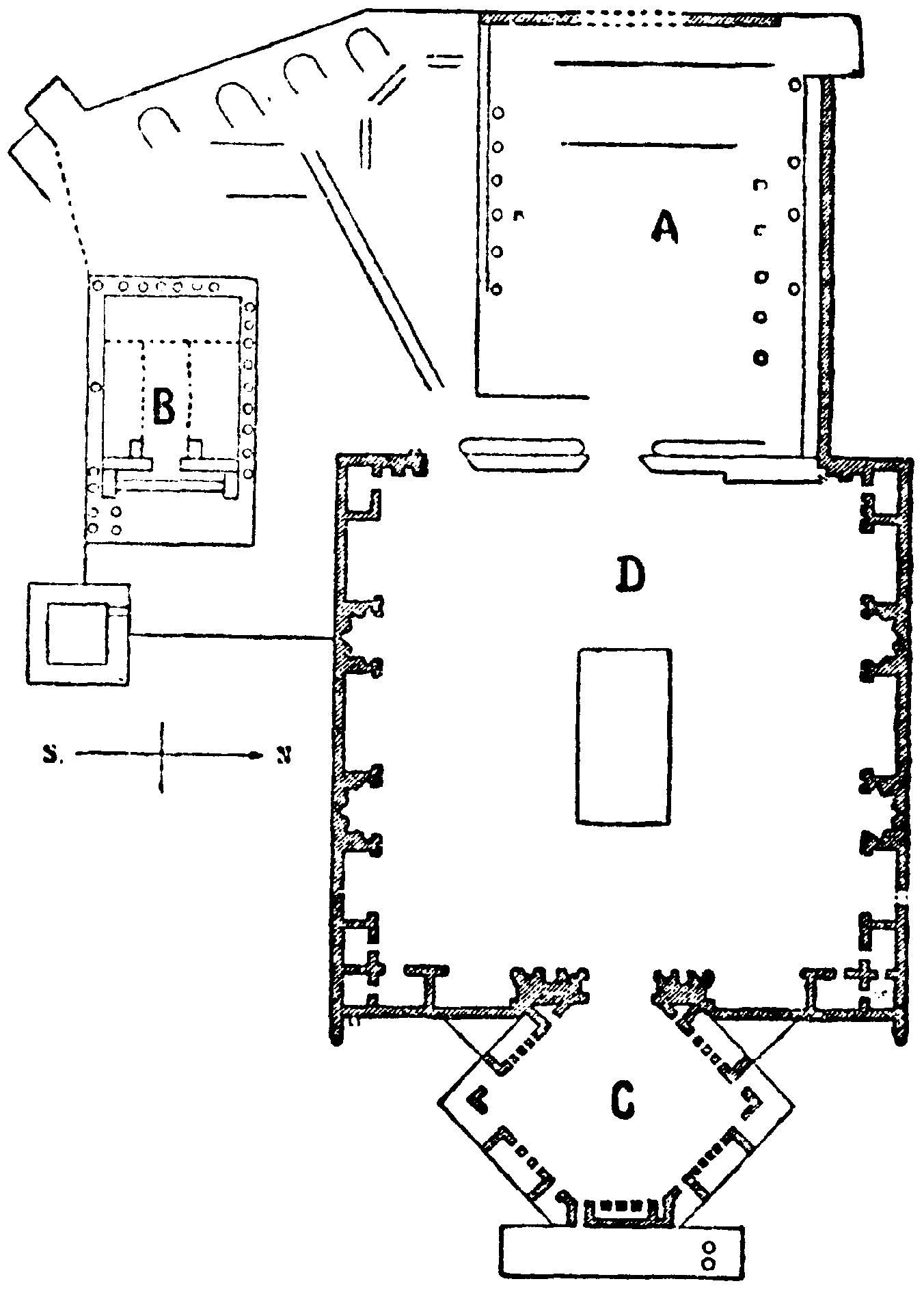
Esquema planimétrico del complejo de Baalbek.
A : templo de Júpiter; B : templo de Baco; C : Patio hexagonal; D: Gran patio.

El templo de Baco es ligeramente más pequeño que el vecino templo de Júpiter, con unas dimensiones de 66 metros de longitud, 35 de anchura y 31 de altura. El edificio, períptero octástilo, está rodeado por cuarenta y dos columnas de orden corintio de casi 20 metros de altura, ocho en cada frente y quince en cada flanco. Sus fustes son lisos, sin acanaladuras, y diecinueve de ellas aún se mantienen en su posición vertical original. Probablemente fueron erigidas sin tallar y posteriormente se redondearon, pulieron y decoraron en su ubicación definitiva. Estas columnas, de diecinueve metros de altura, sostienen un entablamento profusamente esculpido con prótomes de toros y leones.
El edificio está elevado sobre un podio de cinco metros de altura. Una escalinata de 33 escalones conduce al interior del templo, formado por tres estancias sucesivas: el pronaos, la cella o nave y el ádyton o santuario interior. La cella tiene una longitud de 30 metros y sus muros interiores tienen adosadas semicolumnas corintias acanaladas. Entre ellas se sitúan dos niveles de nichos, uno inferior y otro superior, que alojaban diversas esculturas y a los que se accedía mediante una escalera. Las hornacinas inferiores están coronadas por frontones arqueados y las superiores tienen frontones triangulares. El ádyton, de 11 metros de longitud, está a su vez sobreelevado con una plataforma que se levanta dos metros sobre el nivel del podio, a la cual se accede mediante una escalinata de 13 escalones. En este santuario, según algunos autores dedicado a Baco, se alojaría la estatua del dios y en la cripta situada en la parte inferior se guardarían las vasijas para el culto. Asimismo, se realizarían ofrendas en su honor en el ara principal o en el sótano, así como los éxtasis dionisiacos a través del vino, el opio y el sexo.
La entrada, de once metros de altura y seis de anchura, estaba flanqueada por dos puertas más pequeñas que conducían a unas estancias situadas en el segundo piso. El acceso se conservó hasta el siglo XVI, pero los terremotos sufridos en Oriente Medio en 1759 deslizaron la clave del dintel un metro de su posición original. Para fijarla, se levantó una columna irregular de mampostería en la década de 1860 o 1870. Los terremotos también dañaron la zona del sofito, que quedó totalmente cubierto por la columna que sujetaba la clave.

## Decoración escultórica
El templo estaba decorado con bajorrelieves y esculturas, considerados entre los más destacados de la antigüedad clásica. Los antepechos de la cella, muy deteriorados, están decorados con ménades danzando, bacantes y escenas del nacimiento y la vida de Baco. La entrada está considerada como un modelo en el arte romano de la época. Estaba adornada con motivos de uvas y vides, perlas entrelazadas con gajos y hojas de parra, copas y ánforas de vino. En el peristilo norte, entre el muro exterior y la columnata perimetral, se aprecian en el techo las figuras de diversas mujeres con corona, que representaban a las ciudades que financiaron la construcción del templo.
En el dintel de la entrada había una representación de un águila (el símbolo de Júpiter) que sostenía el bastón de un mensajero, (el símbolo de Mercurio), entre dos cupidos (símbolo de Venus), una alusión a la Tríada heliopolitana.
En uno de los muros se pueden reconocer dos inscripciones pertenecientes al emperador alemán Guillermo II, que visitó el santuario en 1898 y su homónimo turco, el sultán Abdulhamid II.

## Galería de imágenes

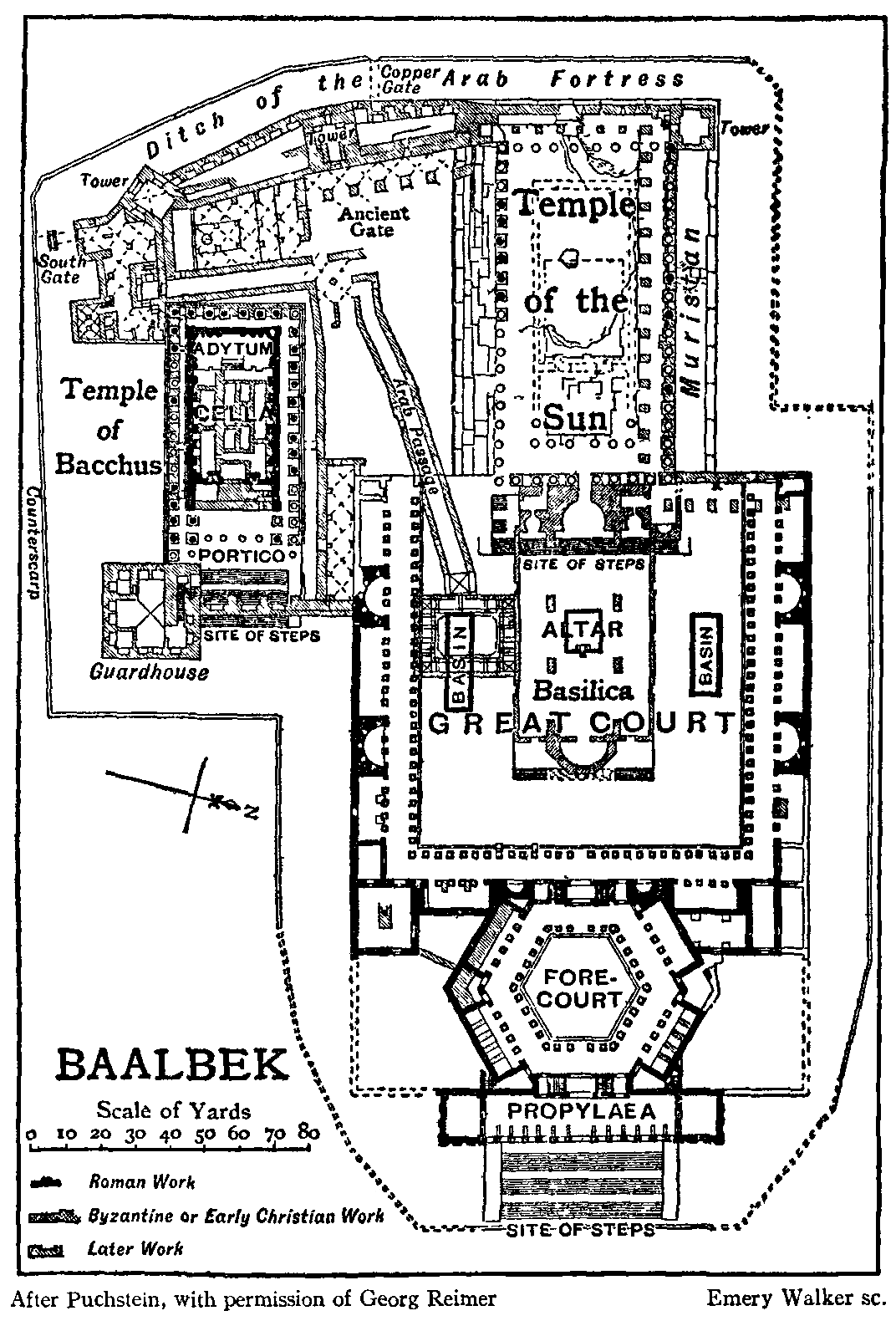
Plano de 1911 de las ruinas de Baalbek tras las excavaciones de Otto Puchstein.
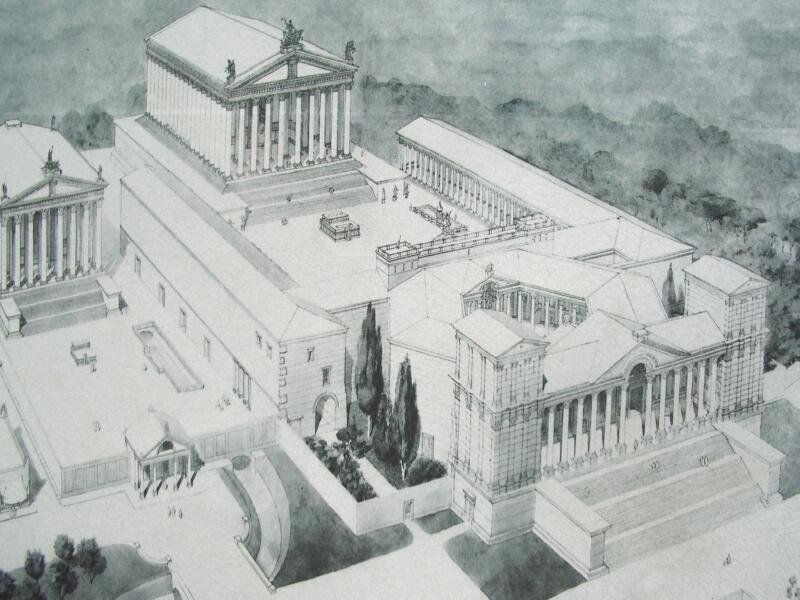
Reconstrucción del complejo de los templos de Baalbek; a la izquierda, el templo de Baco.
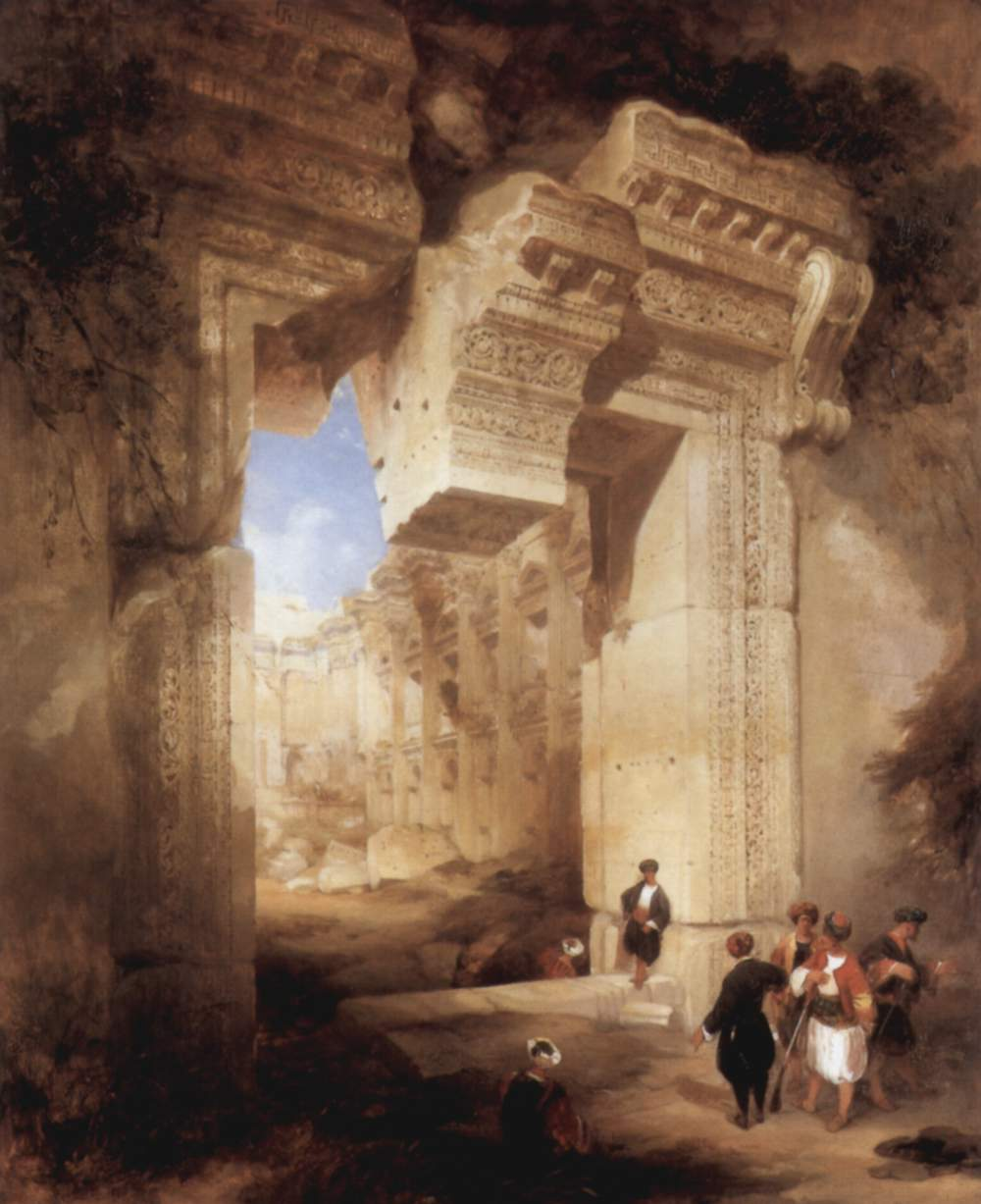
Entrada al templo del Sol. David Roberts, óleo sobre tabla, 1841. Royal Academy of Arts, Londres.
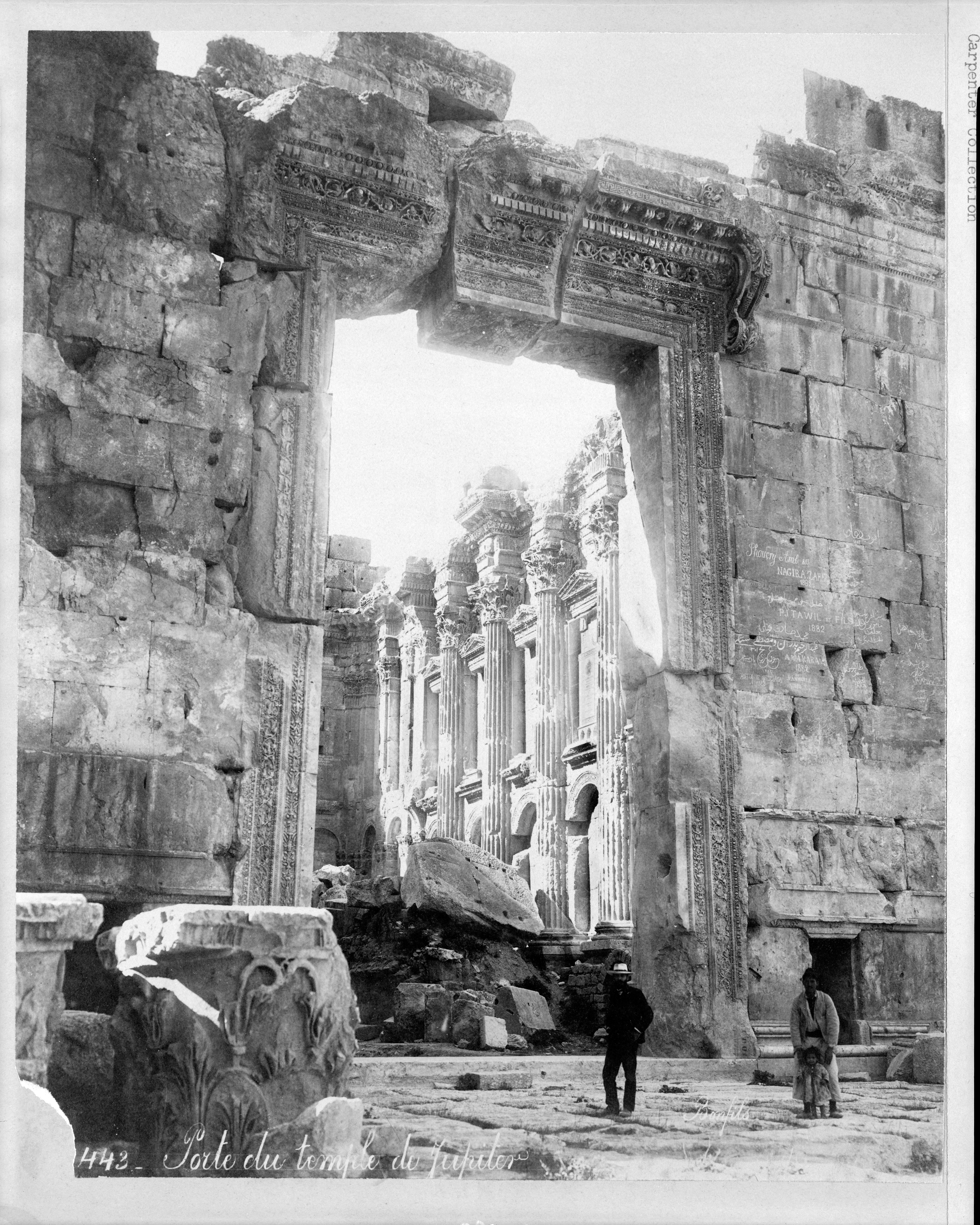
Entrada oriental al templo de Baco, identificada erróneamente en francés como «puerta del templo de Júpiter».
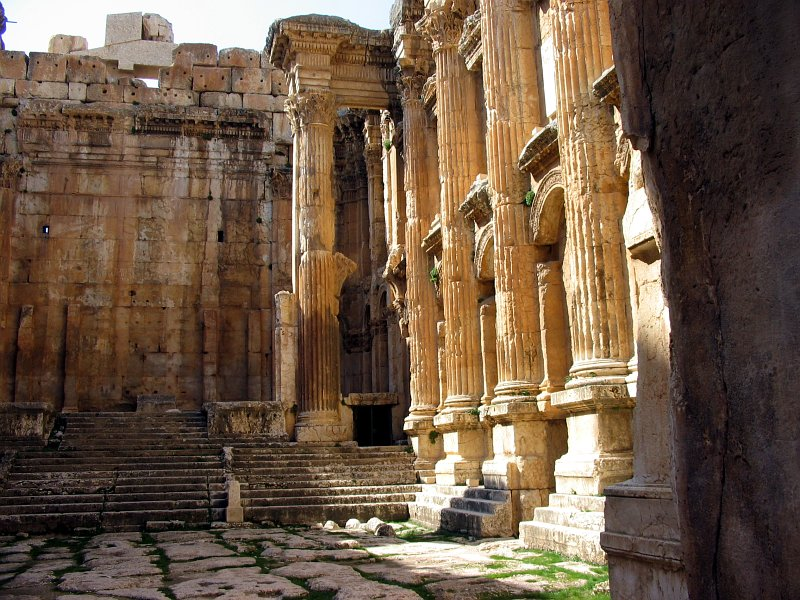
Vista del interior de la cella.
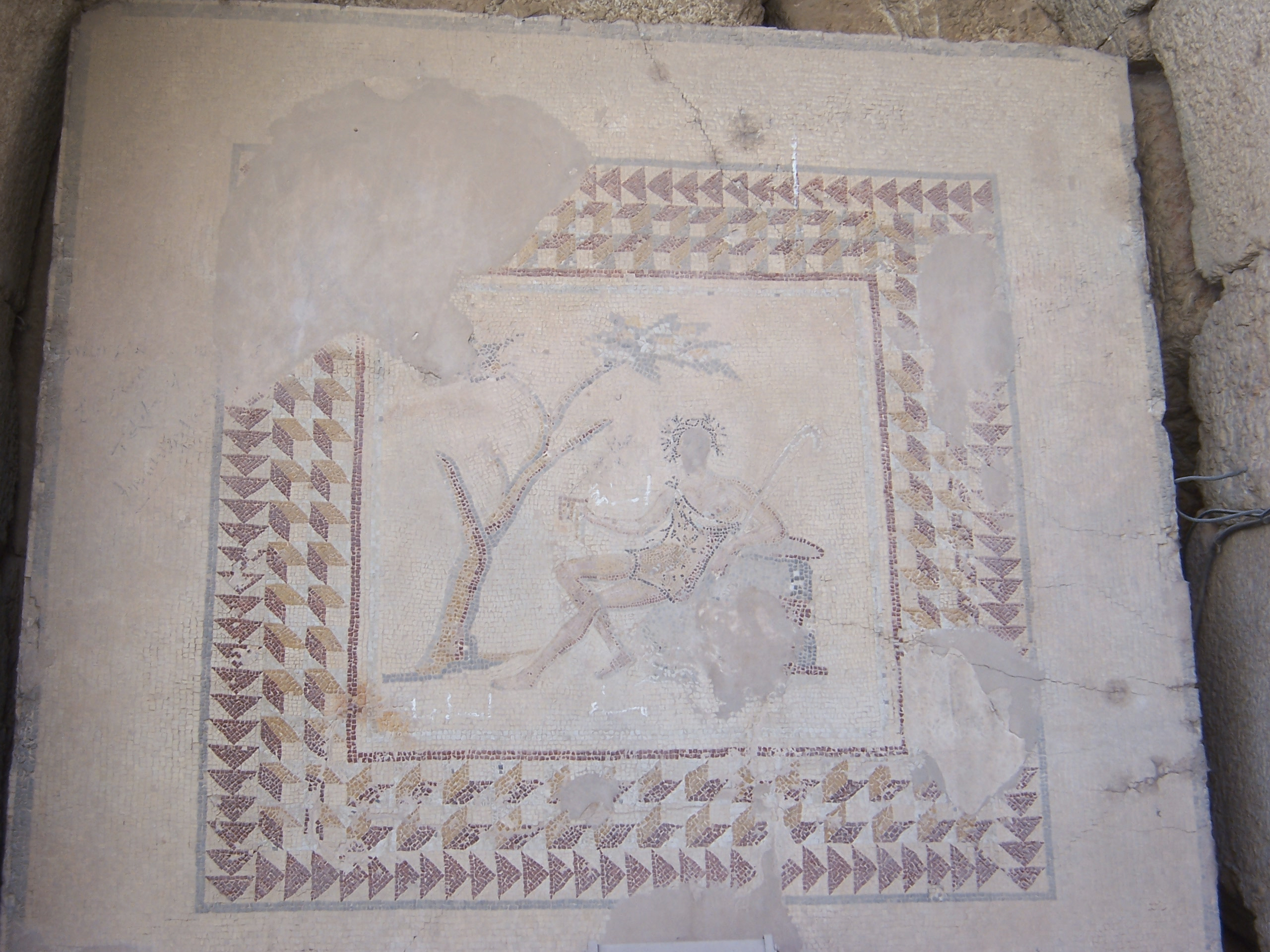
Mosaico que representa al dios Baco, hallado en el templo de Baco en Baalbek.
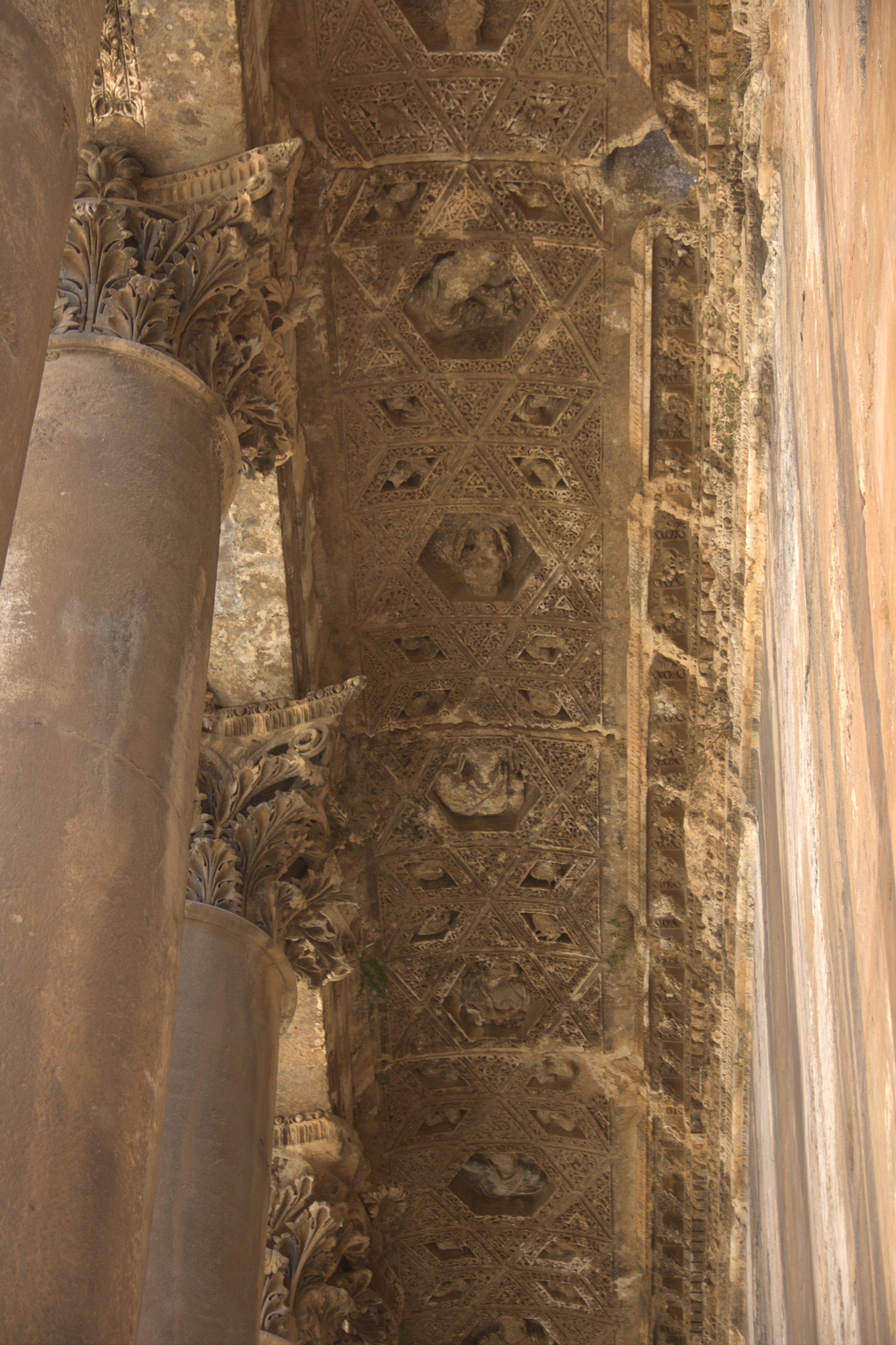
Detalle de la cara inferior del techo.
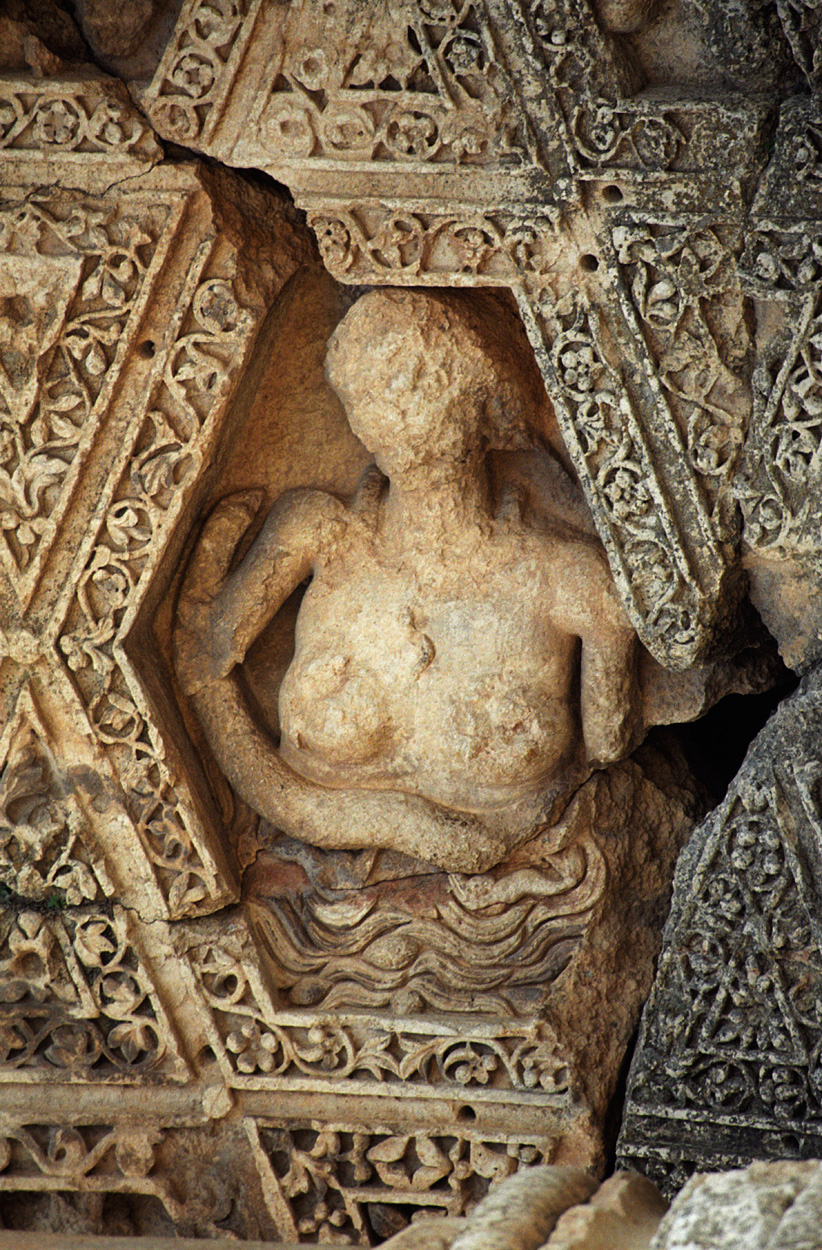
Escultura femenina que representa a una de las ciudades fundadoras del templo de Baco.